# Solenopsis sulfurea
Solenopsis sulfurea é uma espécie de formiga do gênero Solenopsis, pertencente à subfamília Myrmicinae.